# Seleção de Barbados de Futebol Feminino
A Seleção de Barbados de Futebol Feminino representa Barbados no futebol feminino internacional.